# الوصول غير المرئي لسطح المكتب
الوصول غير المرئي لسطح المكتب (بالإنجليزية: NonVisual Desktop Access)، واختصاراً: (NVDA)، هو قارئ شاشة محمول ومجاني ومفتوح المصدر  لنظام التشغيل مايكروسوفت ويندوز.  بدأ المشروع من قبل مايكل كوران في عام 2006. 
طُوّر NVDA بلغة البرمجة بايثون. ويستخدم واجهات برمجة التطبيقات الخاصة بإمكانية الوصول مثل UI Automation و Microsoft Active Accessibility و IAccessible2 و Java Access Bridge للوصول إلى المعلومات وتقديمها للمستخدم. وهو مرخص بموجب رخصة جنو العمومية.

## التاريخ
نظرّاً لارتفاع تكلفة قارئات الشاشة، بدأ مايكل كوران في أبريل من عام 2006 بتطوير قارئ شاشة بلغة بايثون، حيث استخدم Microsoft SAPI كمحرك لتحويل النص إلى كلام، كان يدعم نظام التشغيل ويندوز 2000، إذ احتوى على إمكانيات عديدة مثل دعم أساسي لبعض برامج الطرف الثالث وتصفح الويب.
في نهاية عام 2006، أطلق كوران على مشروعه اسم "NonVisual Desktop Access (NVDA)" وأصدر الإصدار 0.5 في العام التالي.
في 2008 و 2009 ظهرت عدة إصدارات من النسخة 0.6، تتضمن تحسينات في تصفح الويب ودعمًا لبرامج أكثر وإخراج النص على شاشة برايل بالإضافة إلى دعم محسّن للغات أكثر.
أسس كوران، مع جيمس تيه، في 2007 NV Access لإدارة تطوير NVDA المستمر.
استمرت ميزات NVDA وشعبيته في النمو، وشهد العام 2009 دعمًا لإصدارات 64 بت واستقرارًا أكبر للبرامج في 2010.
في 2011، أُعيدت هيكلة الكود المصدري لدعم مكتبات الطرف الثالث مع دعم أساسي لـ Windows 8. وفي 2012، حصل NVDA على دعم محسّن لـ Windows 8 وإمكانية التحديثات تلقائيًا ومدير للإضافات، بالإضافة إلى دعم محسّن لكتابة النصوص الآسيوية ودعم شاشات اللمس، وهو الأول من نوعه بين قارئات الشاشة على Windows.
في عام 2013، حصل NVDA على دعم لـ Microsoft PowerPoint ودعم محسّن لـ Mintty وسكايب لسطح المكتب ورسومات Microsoft Excel، وأُضيفت ميزة خفض الأصوات الأخرى أثناء الكلام في 2016، في نفس العام، أصبح NVDA واحداً من أوائل قارئات الشاشة التي تدعم Windows 10 وأضافت دعمًا تجريبيًّا لـ Microsoft Edge.
في 2021، كان NVDA ثاني أكثر قارئ شاشة شيوعًا في جميع أنحاء العالم وفقًا لاستطلاع أجراه موقع WebAIM، بعد أن كان الأكثر شيوعًا في استطلاع عام 2019.

## وصلات خارجية
- الموقع الرسمي